# Senefelderplatz
Der Senefelderplatz in Berlin-Prenzlauer Berg ist ein Gartendenkmal an der Schönhauser Allee. 1876 als Schmuckplatz angelegt, hieß der Platz anfangs Thusnelda-Platz. 1896 wurde er nach dem Erfinder der Lithografie, Alois Senefelder benannt.

## Lage
Gut einen Kilometer nördlich des Alexanderplatzes und vierhundert Meter nördlich des Schönhauser Tores liegt der Senefelderplatz zwischen Schönhauser Allee, Metzer Straße und Kollwitzstraße im sogenannten Kollwitzkiez.
Auf seiner Westseite, unter dem Gehwegpflaster der Schönhauser Allee, befindet sich der U-Bahnhof Senefelderplatz und gegenüber die ehemalige Brauerei Pfefferberg. Nördlich grenzt an die Metzer Straße das Gartendenkmal Judengang, dahinter liegt der Jüdische Friedhof Schönhauser Allee.

## Topographie
Der Senefelderplatz hat die Form eines spitzwinkligen Dreiecks. Er misst achtzig Meter Länge von der Südwestspitze bis zur nördlichen Metzer Straße, wo seine Breite etwa vierzig Meter beträgt. Die Platzfläche liegt an einem südlichen Ausläufer des Barnim, sie steigt nach Norden hin um gut vier Höhenmeter an.
Der Platz besteht vollständig aus einer als Gartendenkmal geschützten Grünanlage, eingefriedet mit einer niedrigen Beeteinfassung und mit einer kleinen Durchwegung an der Südwestspitze, wo sich das Denkmal für Alois Senefelder befindet. An der Ecke Schönhauser Alle / Metzer Straße steht ein öffentliches Pissoir („Café Achteck“). Als Ensemble unter Denkmalschutz stehen sowohl die gesamte Platzfläche mit Denkmal und Bedürfnisanstalt, das Straßenland der angrenzenden Kollwitzstraße, als auch sämtliche der erhaltenen sieben umliegenden Mietshäuser aus der Gründerzeit.
Rings um die Grünfläche wurden 1994 eine Reihe Lindenbäume (Tilia spec.) gepflanzt, als ältester Baum steht in der Mitte der Anlage eine Eiche (Quercus robur) mit einem Stammumfang von gut zweieinhalb Metern.

## Geschichte

### Vor dem Schönhauser Tor, 1820–1890
Der Ort des Senefelderplatzes lag im frühen 19. Jahrhundert nördlich des Schönhauser Tores und westlich der Bötzow’schen Mühlen am Westhang des Windmühlenberges an der Schönhauser Allee. Nach der Separation 1822 gehörte das Land dem Gutsbesitzer Christian Friedrich Bötzow. 1827 legte die Jüdische Gemeinde etwas nördlich ihren Friedhof an der Schönhauser Allee an, ab diesem Jahr ist auch der sogenannte Judengang, ein Feldweg hinter dem Friedhof, parallel zur heutigen Kollwitzstraße kartiert. Das älteste erhaltene Gebäude am Platz ist das 1842–44 erbaute Mietshaus Schönhauser Allee 174, nebenan errichtete zur gleichen Zeit Joseph Pfeffer die Brauerei Pfefferberg.
Der Hobrecht-Plan von 1862 wie auch der Bebauungsplan von 1863 zeigen eine bereits bestehende geschlossene Bebauung auf der Westseite der Schönhauser Allee sowie eine geplante namenlose kleine Freifläche am Judengang. Der Platz in seiner heutigen Größe entstand 1872, als die Familie Bötzow das Land an den Bauverein Königstadt verkaufte. Dieser setzte eine Änderung der Bebauungspläne durch und verlegte den Bau der heutigen Kollwitzstraße etwa 50 Meter nach Osten. Die neue Straße an der nun deutlich größeren Platzfläche hieß ab 1874 Weißenburger Straße, im gleichen Jahr wurden dort die ersten großen Mietshäuser errichtet (heutige Kollwitzstraße 6, 10 und 12).

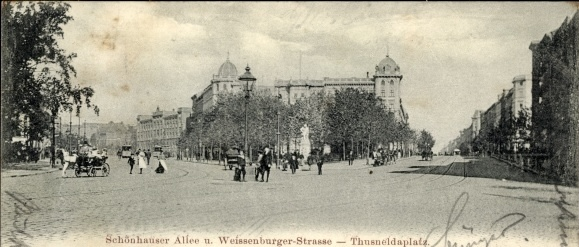
Thusnelda-Platz, ca. 1895

1876 ließ die städtische Parkverwaltung unter Gustav Meyer eine „Schmuckanlage auf dem Platze an der Schönhauser Allee und am Anfang der Weißenburgerstraße“ herstellen. In den 1880er Jahren hieß die Grünfläche Thusnelda-Platz. Der Magistrat zu Berlin ließ dort im Dezember 1884 eine „siebenständige“, mit Gasleuchten ausgestattete Bedürfnisanstalt errichten. Eine Umgestaltung des Platzes in dieser Zeit durch Stadtgartendirektor Hermann Mächtig wird vermutet.
Am Platz befand sich ab Mai 1874 eine Haltestelle der Großen Berliner Pferde-Eisenbahn auf der Schönhauser Allee, ab 1894 führten weitere Gleise der Pferdebahn auch durch die Weißenburger Straße.
Dort eröffnete 1889 mit der Hausnummer 4a die II. Höhere Bürgerschule (ab 1911: II. Realschule) mit neun Klassen und gut dreihundert Schülern. Der Zugang zu den Schulbauten auf dem Hinterhof verlief durch eine fünf Meter schmale Häuserlücke, die noch heute besteht (Kollwitzstraße 8).

### 1892: Denkmal für Alois Senefelder
Buchdrucker und Lithografen aus ganz Deutschland finanzierten 1892 ein „Denkmal für den Erfinder des Steindrucks“ Alois Senefelder (1771–1834). Das vom Berliner Bildhauer Rudolf Pohle im Stil des Neobarock geschaffene Denkmal aus Carrara-Marmor galt zeitgenössischen Autoren als „eine der schönsten Arbeiten der modern-realistischen Schule.“ Den Standort an der Südwestspitze des Platzes legte Pohle 1892 gemeinsam mit Garteninspektor Axel Fintelmann fest, die Enthüllung erfolgte am 6. November 1892, dem 121. Geburtstag Senefelders.
Das Denkmal zeigt Senefelder sitzend in Arbeitskleidung, unter sich seine Werkzeuge, ein Stück Stoff für den Kattundruck, sowie eine lithografische Platte. An der Sockelfront des Denkmals befinden sich „zwei Putti, der eine den Namenszug Senefelders in Spiegelschrift schreibend, der andere diesen in einem Handspiegel entziffernd.“
Vier Jahre nach der Enthüllung des Denkmals wurde der Platz am 7. Juni 1896 von Thusnelda-Platz in Senefelderplatz umbenannt.

### Bebauung im 20. Jahrhundert

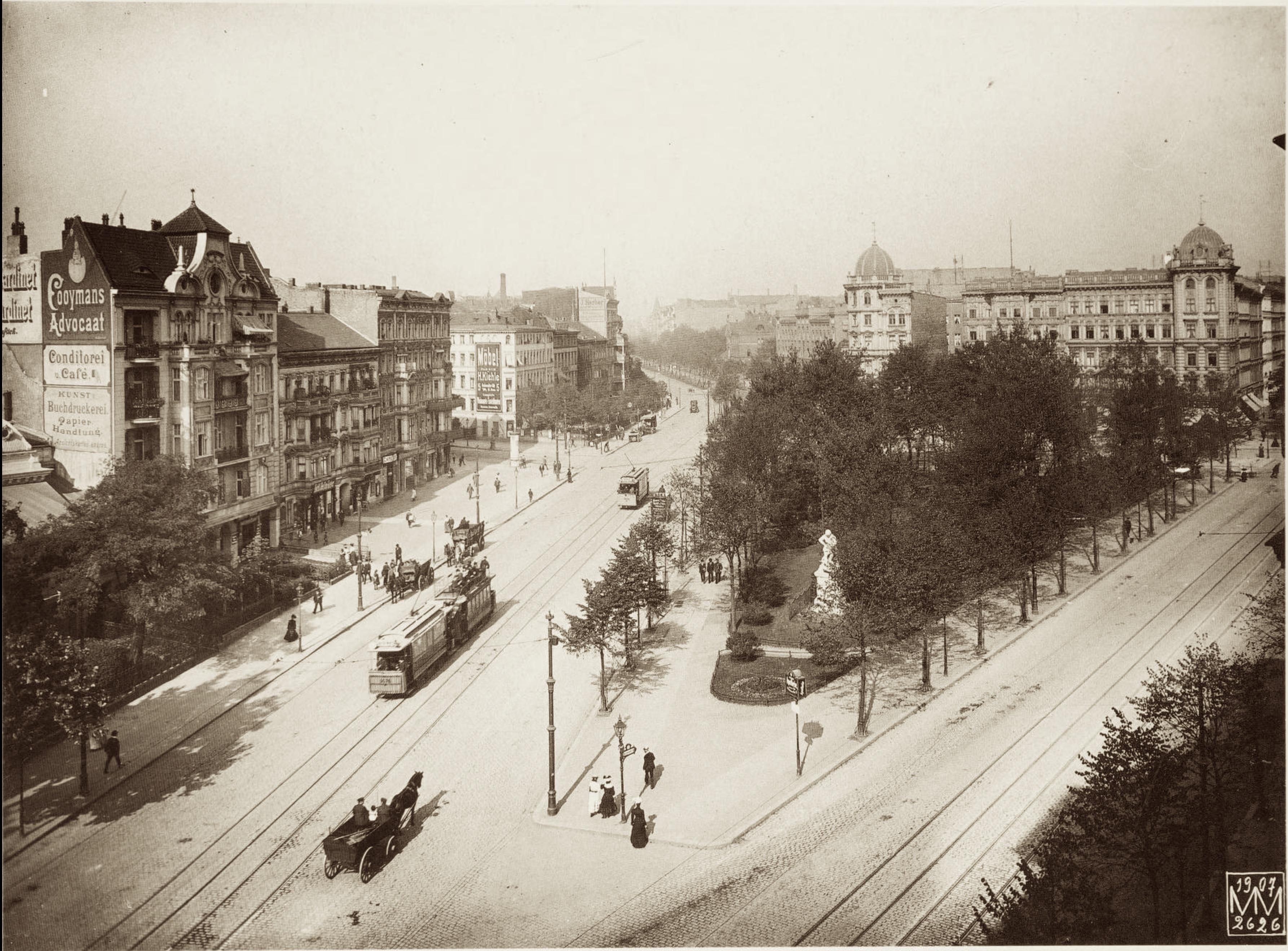
Senefelderplatz, 1907

1902 errichtete die Brauerei Königstadt wenige Schritte südlich des Senefelderplatzes eine repräsentative Ausschankhalle mit mehr als eintausend Plätzen, zweistöckiger Ladenzeile und Musikpavillon. Der Saalbau der Architekten Cremer & Wolffenstein wurde 1925 zu einem UFA-Premierenkino umgebaut, unter anderem Filme von Fritz Lang sollen hier uraufgeführt worden sein. 1913 wurde die U-Bahn Linie A (heute: U2) in einfacher Tieflage als Unterpflasterbahn unter dem Senefelderplatz fertiggestellt. Der südliche Eingang zum U-Bahnhof Senefelderplatz befindet sich nur wenige Meter vom Senefelder-Denkmal entfernt.

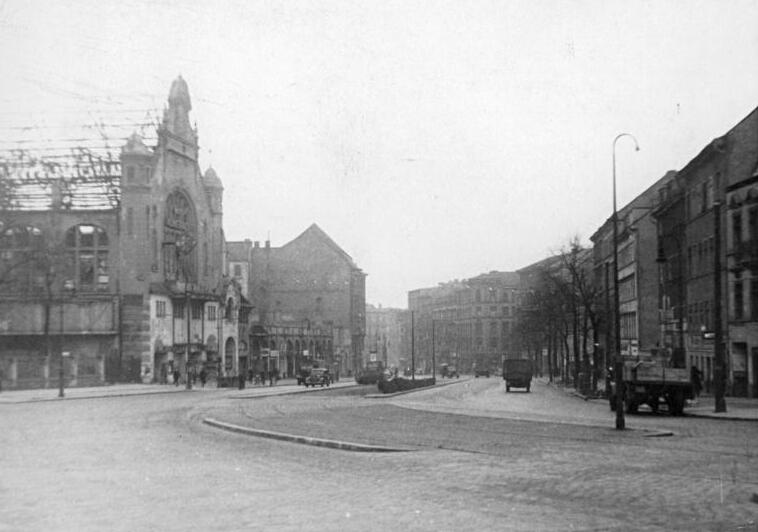
Blick vom Senefelderplatz auf die zerstörte Brauerei Königsstadt, 1951

Im Zweiten Weltkrieg brannte die Halle der Brauerei Königsstadt aus und das Schulgebäude in der Weißenburger Straße wurde schwer beschädigt. Bei einem alliierten Luftangriff am 22/23. November 1943 stürzte ein mit Bomben beladenes Flugzeug auf ein Gebiet zwischen Metzer, Weißenburger und Belforter Straße und zerstörte dabei fast die gesamte Bebauung direkt nördlich und nordöstlich des Platzes, darunter auch mehrere repräsentative Wohnhäuser am Judengang / Metzer Straße. Die entstandenen Freiflächen lagen lange brach und wurden erst 2007 wieder bebaut. Als erste Neubauschule in Ost-Berlin wurde 1953 nördlich des Platzes an der Schönhauser Allee die 12. Oberschule eröffnet und 1992 in Schule am Senefelderplatz umbenannt.
Nach der Wiedervereinigung Berlins siedelten sich zahlreiche Kneipen und Clubs an. 1994 ließ die Stadtverwaltung durch den Gartenbaudirektor Klaus von Krosigk den Senefelderplatz nach historischem Vorbild umfassend sanieren, dabei wurde die Straßenverbindung zwischen Schönhauser Allee und Kollwitzstraße getrennt und damit die Ostseite des Platzes dauerhaft verkehrsberuhigt. Am Senefelderplatz befanden sich 2024 zahlreiche Einzelhändler, Cafés, Restaurants sowie mehrere Hostels, die den Platz zu einem belebten Zentrum der südlichen Schönhauser Allee machten.

## Wissenswertes
- Am Senefelderplatz befand sich von 1919 bis 1949 das Kino Union – Lichtspiele am Senefelderplatz.

- Am 1. Mai 1945 erschoss ein NSDAP-Zellenleiter eine Frau und zwei jugendliche, fahnenflüchtige Brüder standrechtlich auf dem Senefelderplatz. Der Täter wurde 1950 in Ost-Berlin zum Tode verurteilt.[27]

- Die Tageszeitung Neues Deutschland, Zentralorgan der SED, hatte ab 1946 ihren ersten Verlagssitz auf dem Gelände des Pfefferbergs am Senefelderplatz.[28]

- Ab 1947 war der Senefelderplatz mehrfach Start und Ziel des Radrennens Berlin–Cottbus–Berlin.

- Im damaligen Eckhaus Schönhauser Allee 20 / Metzer Straße begann im Dezember 1989 die Ostberliner Hausbesetzerbewegung.[29]

- 2007 eröffnete an der Nordseite des Platzes ein Biosupermarkt, der damals als größter Europas galt.[30]

### Bildende Kunst
- Michael Wesely (* 1963): Senefelder Platz, Berlin (9.5.2006 – 16.10.2007). Chromogenic print, 125 cm × 175 cm (Fotografie, Langzeitbelichtung)